# 術後残存筋弛緩
術後残存筋弛緩（じゅつござんぞんきんしかん、英: postoperative residual curarization (PORC)）または残存神経筋遮断（英: residual neuromuscular blockade (RNMB)）とは、神経筋遮断薬を使用した場合に起こりうる、全身麻酔からの覚醒後の残存運動麻痺のことである。
今日、RNMBは、筋弛緩モニターを用いて母指内転筋の尺骨神経刺激に対する反応を測定した際の四連刺激比 < 0.9であると定義されている。2007年のメタアナリシスでは、麻酔中に中時間作用性の神経筋遮断薬を投与された患者におけるRNMBの発生率は41％にも上ったと報告されている。米国だけでも年間100,000人以上の患者が、検出されなかったRNMBに関連する有害事象の危険にさらされている可能性がある。筋弛緩モニターを行い、ロクロニウムによって生じた神経筋遮断を逆転させるために、適切な量のスガマデクスを使用することで、術後のRNMBの発生率を低下させることができるとするランダム化比較試験がある。この研究では、ネオスチグミンによる神経筋遮断の拮抗を受けた対照群では、RNMBの発生率は43％であった。

## 発生率
複数の研究により、神経筋遮断薬の不完全な拮抗が術後の合併症と死亡の重要な危険因子であることが示されている。麻酔後回復室（post-anesthesia care unit: PACU)での術後残存筋弛緩は一般的な合併症であり、患者の40％が残存麻痺の徴候を示すことが示されている（2007年）。この合併症の発生率は2010年でも依然として高かった。日本の複数の大学病院において、筋弛緩モニタなしで全身麻酔手術後にネオスチグミンまたはスガマデクスを投与した場合、術後残存筋弛緩の発生率はネオスチグミン群で23.9%、スガマデクス群で4.3%であった（2013年）。

## 神経筋遮断薬の種類
神経筋遮断薬は主に以下の2つのグループに分類される。
脱分極性神経筋遮断薬：ニコチン性アセチルコリン受容体と直接結合して、その脱分極を長引かせることにより、骨格筋の弛緩をもたらす。
非脱分極性神経筋遮断薬：ニコチン性アセチルコリン受容体へのアセチルコリンの競合的拮抗薬であり、活動電位の開始を妨げる。

### 非脱分極性神経筋遮断薬
非脱分極性神経筋遮断薬は、作用時間（短時間作用型、中間作用型、長時間作用型）に基づいて分類される。手術室で最もよく使用される非脱分極性神経筋遮断薬は、ロクロニウムとベクロニウムである。どちらも中間作用型のステロイド系神経筋遮断薬である。ベクロニウムとロクロニウムは、抗コリンエステラーゼ薬（ネオスチグミン）またはスガマデクスで拮抗することができる。筋弛緩のからの十分な自然回復が得られていない場合は、ネオスチグミン（またはスガマデクス）を投与すべきである。

### 脱分極性神経筋遮断薬
サクシニルコリンは臨床使用可能な唯一の脱分極性神経筋遮断薬である。サクシニルコリンは神経筋遮断薬の中で最も効果発現が早く、持続時間が短い。このような特性から、サクシニルコリンはしばしば迅速導入に使用される。サクシニルコリンの持続注入、反復投与、大量投与（4mg/kg以上）を行うと、第II相ブロックや遷延性麻痺のリスクが高まる。このタイプのブロック（筋弛緩）は脱感作期に入り、筋がアセチルコリンに反応しなくなり、完全な神経筋遮断が達成された時に起こる。筋弛緩モニターにおける四連刺激の減衰は、サクシニルコリンを投与された患者に起こり得る第II相ブロックを示しており、非脱分極性ブロックの特徴に似ているかもしれない。第II相ブロックの間は、ネオスチグミンによる筋弛緩拮抗は試みるべきではない。アセチルコリンエステラーゼ阻害剤はこの状態では麻痺を悪化させる可能性がある。サクシニルコリン投与後の麻痺の遷延は、ブチリルコリンエステラーゼ（偽コリンエステラーゼ）欠乏によるものである可能性があり、長時間の人工呼吸が必要となる。非脱分極性神経筋遮断薬とは異なり、ネオスチグミンによる拮抗は試みるべきではなく、スガマデクスも筋弛緩からの回復に影響を与えない。

## 不十分な筋弛緩の拮抗による有害事象
神経筋遮断薬の不十分な拮抗は、麻酔関連合併症の重要な危険因子である。残存筋弛緩の程度が小さくても、上気道の筋力低下と関連し、気道閉塞や誤嚥のリスクが高まる可能性がある。また、低酸素換気応答（hypoxic ventilatory response: HRV）も著しく低下し、低酸素血症や再挿管の可能性がある。非心臓手術で全身麻酔を受けた患者を含む前向き観察研究では、「神経筋遮断薬の使用は、術後28日以内の術後肺合併症の増加と独立して関連していた」と報告されている。

## 筋弛緩モニター

### 末梢神経刺激のパターンと定義

#### 四連刺激（Train-of-four: TOF)
四連刺激は2Hzで4回連続の、神経興奮閾値を越える電気刺激である。非脱分極性神経筋遮断薬の投与後、この刺激による筋収縮反応は徐々に振幅が減少する。これは減衰、または「フェード」（英: fade）と呼ばれる。後述するTOF比の正常比、1からの減少とも言い換えられる。

#### 四連刺激比（Train-of-four ratio: TOFR)
四連刺激比（TOF比、TOFR）は、四連刺激の4番目の筋収縮の振幅を第1の反応の振幅で割ることによって計算される（刺激に対する反応の定量的な尺度が必要）。

#### 四連刺激カウント（Train-of-four count: TOFC）
TOFカウント（TOFC）は「検出可能な誘発反応の数」として定義され、神経筋遮断の程度と以下のように相関する。
- TOFC = 1 : ニコチン性アセチルコリン受容体s (nAChR) が95%以上、遮断されている。
- TOFC = 2 : nAChRが、85-90%遮断されている。
- TOFC = 3 : nAChRが、80-85%遮断されている。
- TOFC = 4 : nAChRが、70-75%遮断されている。

#### TOF <0.9の意義
筋電図モニタ、mechanomyography、または加速度感知型筋弛緩モニタ（acceleromyograph: AMG）を用いて測定したTOF比が、神経筋機能の回復を保証するためには0.9を超える閾値に達していなければならないというデータがある。TOF比＜0.9は、残存筋弛緩と関連し、誤嚥のリスクが増大することが示されている。

### 主観的モニタリング
主観的モニタリングとは、患者に物理的に触れて動きを感じたり、末梢神経刺激装置による神経刺激に反応する筋収縮を目で観察したりするなどの方法を用いて、四連刺激回数やその減衰の程度を評価する臨床評価のことである。主観的モニタリングを用いる場合は、その限界を認識すべきである。「臨床医は主観的評価を用いる場合、特に中程度の筋弛緩レベルではTOF回数を過大評価する傾向がある。同様に、フェードの程度を主観的に検出することは困難であり、ほとんどの臨床医はTOF比が0.4を超えるとフェードを検出できない」。

### 客観的（定量的）モニタリング
末梢神経刺激装置を使用する場合、主観的なフェード（TOF比0.4～0.9）の検出が困難であるため、臨床医は残存神経筋遮断を確実に除外することができない。しかし、筋電図モニタ（electromyography: EMG）、圧電気モニタ（kinemyography: KMG）、フォノミオグラフィ（phonomyography: PMG）、加速度感知型筋弛緩モニタ（acceleromyograph: AMG）などの定量的モニタリング法を用いれば、TOF比>4は正確に測定できる。

## 神経筋遮断薬の拮抗と残存筋弛緩の予防法
- 可能な限り短時間作用型または中間作用型の神経筋遮断薬を使用することで、長時間作用型の神経筋遮断薬と比較して筋弛緩効果が残存するリスクを減らすことができる。
- 可能であれば、定量的筋弛緩モニタ（加速度モニタ、筋電図モニタ、圧電気モニタ）を使用する。末梢神経刺激装置も入手しやすく、使用可能である。しかし、末梢神経刺激装置は筋弛緩の深さ（TOFカウント）を主観的にしか決定できず、完全な筋弛緩の回復の確認ができないばかりか、拮抗薬のタイミングや投与に必要な正確な情報（TOFフェードによる）を提供できない[19]。
- 自然回復がTOFC = 4に達していない場合、ステロイド型神経筋遮断薬の拮抗にはネオスチグミンではなくスガマデクスを使用する[20]。
- スガマデクスが使用できない場合は、ネオスチグミンを投与する前に筋弛緩の自然回復がTOFC=4に達するのを待つ。
- TOFR≧0.9を達成してから気管チューブを抜管する（定量的モニターが利用可能な場合）。
- 定量的モニターがない場合は、TOFC = 4のときのみ拮抗薬（ネオスチグミン）を投与する。抜管前に神経筋遮断が完全に回復するのに十分な時間を確保するため、ネオスチグミン投与後少なくとも10分待つ[21]。